# الضيق (الطيال)

تعديل مصدري - تعديل

الضيق هي إحدى قرى عزلة السهمان بمديرية الطيال التابعة لمحافظة صنعاء، بلغ تعداد سكانها 2244 نسمة حسب تعداد اليمن لعام 2004.